# 9714 Piazzismyth
9714 Piazzismyth este o planetă minoră (asteroid), cu un diametru de 21,717 km, din centura de asteroizi. A fost descoperită pe 1 iunie 1975 la Observatorul Siding Spring de Robert H. McNaught și a fost numită după Charles Piazzi Smyth⁠(d). 
Obiectul prezintă o orbită caracterizată de o semiaxă mare de 3,1078744 UAi, o excentricitate de 0,06, o înclinație de 19,56169 ° în raport cu ecliptica.